# Vadomario
Vadomario (in latino Vadomarius; fl. 354-371) è stato un sovrano germano fu un re della confederazione germanica degli Alemanni e poi generale dell'Impero romano.
Assieme al fratello Gundomado, col quale condivideva il regno, Vadomario comandò gli attacchi degli Alemanni contro l'Impero romano, travolgendo la frontiera del Reno e saccheggiando le città delle Gallie. Nel 354, dopo aver sconfitto l'usurpatore Magnenzio, l'imperatore romano Costanzo II condusse una campagna contro gli Alemanni, costringendo Vadomario alla pace. Rimasto unico sovrano dopo la morte del fratello nel 357, si accordò segretamente con Costanzo per colpire il Cesare d'Occidente, Giuliano, con cui l'imperatore era in contrasto (359), ma Giuliano (che aveva intercettato le lettere scambiate tra i due) lo sconfisse e lo costrinse a negoziare una pace; nella stessa occasione Vadomario fece da intermediario tra Giuliano e gli altri re alemanni. Nel 361, mentre Costanzo e Giuliano erano ormai in guerra aperta, Vadomario attaccò inaspettatamente il secondo in Rezia, ma venne catturato mentre cenava e inviato in Spagna.
Dopo il 361 fu elevato al rango di dux Phoeniciae; in tale qualità assediò per l'imperatore Valente la città di Nicea, caduta nelle mani dell'usurpatore Procopio (365/366), ma il comandante della guarnigione cittadina, Rumitalca, riuscì a sconfiggere Vadomario in una sortita e ad allontanarsi. Nel 371 fu inviato da Valente in Armenia, assieme a Traiano, per contrastare una invasione dei Sasanidi: sebbene avesse ricevuto l'ordine di tenersi sulla difensiva, impegnò il nemico, un notevole contingente di catafratti, a Vagabanta (Bagawan), costringendoli a ripiegare.